# Остров Бимини
Остров Бимини (лат. Bimini Insula) — остров на Титане, крупнейшем спутнике Сатурна.

## География и геология
Центр имеет координаты 73°18′ с. ш. 305°24′ з. д. / 73,3° с. ш. 305,4° з. д.. Максимальный размер — 39 км. Окружён морем Кракена, крупнейшим из «морей» и «озёр» Титана. На снимках, переданных космическим аппаратом Кассини-Гюйгенс, остров выглядит светлым пятном на фоне тёмного моря Кракена, состоящего из жидкой смеси углеводородов с растворённым азотом и прочими примесями. Относительно близко, на юге от него, расположен остров Пэнлай, а на юго-западе — пролив Бейты. Обнаружен на снимках с космического аппарата «Кассини».

## Эпоним
Назван именем Бимини, где, согласно аравакской легенде, есть источник вечной молодости. Название было утверждено Международным астрономическим союзом в 2015 году.